# 센고쿠역
센고쿠역(일본어: 千石駅, せんごくえき)은 일본 도쿄도 분쿄구에 있는 철도역이다.

## 역 구조
섬식 승강장 1면 2선의 지하역. 개찰구는 2개소이다.

### 승강장
| 1 | 미타 선 | 오테마치・메구로・히요시 방면   |
| 2 | 미타 선 | 스가모・니시타카시마다이라 방면 |

## 역 주변
- 리쿠기엔(六義園)
- 도쿄 도립 고이시카와 고등학교
- 무라타 여중・고등학교
- 일본의사회관
- 도요 대학(東洋大学)
- 고마고메 경찰서
- 분쿄 그린코트
- 동양문고
- 국도 제17호선

## 역사
- 1972년 6월 30일: 영업 개시.
- 1978년 7월 1일: 6호선을 미타 선으로 노선명 변경.

## 인접역
| 도쿄 도 교통국 미타 선  | 도쿄 도 교통국 미타 선 | 도쿄 도 교통국 미타 선              |
| ----------------------- | ---------------------- | ----------------------------------- |
| I 13 하쿠산 메구로 방면 | 미타 선                | 스가모 I 15 니시타카시마다이라 방면 |